# Paky
Paky, parfois surnommé Paky Glory ou Glory né le 28 novembre 1999 à Naples est un rappeur italien. Il a découvert le rap quand il était enfant lorsqu'il a assisté à un clip de Co’Sang. À partir de son adolescence, il s’est passionné pour le hip hop italien et international. Il fait aussi son grand succès avec son titre  Rozzi  certifié disque d’or

## Biographie

### Jeunesse
Né le 28 novembre 1999 à Naples, en Campanie. Là, il a grandi à Secondigliano et Fuorigrotta. Comme beaucoup d’Italiens du sud, il a dû migrer dans le nord de l’Italie. Il s’est installé à l'âge de dix ans à Rozzano, dans la ville métropolitaine de Milan.
Il a découvert le rap quand il était enfant lorsqu'il a assisté à un clip de Co’Sang. À partir de son adolescence, il s’est passionné pour le hip hop italien et international.

### Début (2019-2021)
Au début de 2019, il sort sa première chanson Tutti i Miei Fra. À l’époque il s’appelait Pakartas, ce qui signifie pendu en lituanien. Trois mois plus tard, il sort sa deuxième chanson Paky Freestyle. Cette chanson correspond à son changement de nom. Le 2 octobre 2019, il a publié sa troisième chanson Rozzi. La chanson a acquis une notoriété jusqu’à être certifié disque de platine par la Federazione Industria Musicale Italiana pour les 70'000 unités vendues au niveau national. Cela a conduit l’artiste à l'attention de Island Records, une partie d’Universal Music Group. Ensuite, il a continué à se faire connaître dans la scène du rap italien à travers d’autres singles et diverses collaborations avec des artistes de premier plan comme Guè, Marracash et Sfera Ebbasta. En ce qui concerne ses propres sons, Tuta Black, Non Scherzare, Boss et In Piazza ont tous été certifiés disque d’or. Tuta Black et In Piazza ont tous deux été faits en collaboration avec Shiva.

### Blauer et albumSalvatore(2022-présent)
Au début de 2022, Paky a publié Blauer, Mama I’m a Criminal et Storie Triste comme avant-première de son prochain album[source secondaire souhaitée]. Le 11 mars 2022, il publie l’album Salvatore. Le disque a débuté en haut du Classifica FIMI Album et en moins de trois mois a obtenu un disque de platine avec plus de 50'000 ventes certifiées. Le rappeur a ensuite publié Salvatore Vive, la version deluxe de son album. En même temps, il a organisé sa première tournée solo, le Salvatore Live Tour, à travers notamment les principales villes de la péninsule italienne.

## Discographie

### Singles
- 2019 : Tutti i Miei Fra
- 2019 : Paky Freestyle
- 2019 : Rozzi
- 2019 : Tuta Black (feat. Shiva)
- 2019 : Non Scherzare
- 2020 : Boss
- 2020 : In Piazza (feat. Shiva)
- 2021 : Bronx Freestyle
- 2022 : Blauer
- 2022 : Mama I'm a Criminal
- 2022 : Storie Tristi
- 2022 : Star (feat. Shiva)
- 2022 : Sharm El Sheikh
- 2023 : Tirana (feat. Finem)
- 2024 : Street Life

### Collaborations
- 2020 : Hatik feat. Paky - Alpha
- 2020 : Marracash feat. Luchè, Lazza, Paky, Taxi B - Sport + Muscoli RMX
- 2020 : Tedua feat. Paky, Shiva - Rari
- 2020 : Guè feat. Paky - Ti Levo Le Collane
- 2021 : Sfera Ebbasta feat. Marracash, Guè, Paky & Geôlier - Tik Tok RMX
- 2021 : Lele Blade feat. Paky - Extendo
- 2021 : Shiva feat. Paky - Fendi Belt
- 2021 : Side Baby feat. Paky - Non Parlarmi
- 2021 : Don Joe feat. Emis Killa, Paky - Bandito
- 2022 : Luchè feat. Paky - Che Stai Dicenn
- 2022 : Mikush feat. Paky - Cosa Nostra
- 2022 : Jack La Furia feat. Paky, 8blevrai - L'Amore e la Violenza
- 2022 : Rhove feat. Paky - Copacabana
- 2022 : Night Skinny feat. Paky, Noyz Narcos, Geôlier, Shiva - Giorni Contati
- 2022 : Night Skinny feat. Ernia, Paky, Jack La Furia, Lazza - Prodotto
- 2022 : Night Skinny feat. Fabri Fibra, Ernia, Lazza, Tony Effe, Coez, Geôlier, Guè, Paky, MamboLosco - BTX Posse
- 2022 : Sick Luke feat. Tony Effe, Paky, J Lord - Nella Casa di Dio
- 2022 : Jul feat. Paky - Aqua dans la Mercedes
- 2022 : TY1 feat. Marracash, Paky, Taxi B - Djungle
- 2023 : Geôlier feat. Paky - Non Ci Torni Più
- 2023 : Guè feat. Paky - Tuta Maphia
- 2023 : Simba La Rue feat. Paky - Levante
- 2024 : Simba La Rue feat. Paky - Perdono